# Ялово (Сувальський повіт)
Ялово (пол. Jałowo) — село в Польщі, у гміні Рутка-Тартак Сувальського повіту Підляського воєводства.
Населення — 193 особи (2011).
У 1975-1998 роках село належало до Сувальського воєводства.

## Демографія
Демографічна структура станом на 31 березня 2011 року:
|          | Загалом | Допрацездатний вік | Працездатний вік | Постпрацездатний вік |
| -------- | ------- | ------------------ | ---------------- | -------------------- |
| Чоловіки | 94      | 24                 | 57               | 13                   |
| Жінки    | 99      | 24                 | 48               | 27                   |
| Разом    | 193     | 48                 | 105              | 40                   |